# Volker Arzt

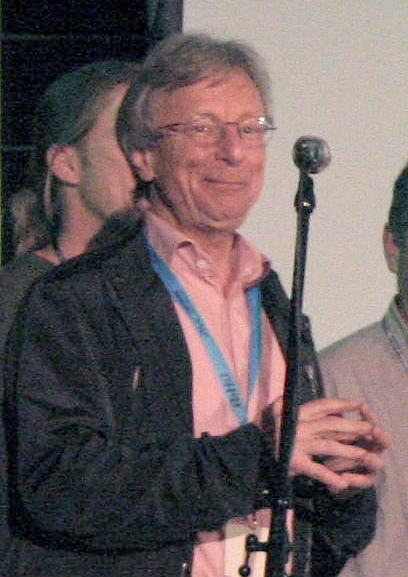
Volker Arzt (2009)

Volker Arzt (* 1941) ist ein deutscher Diplom-Physiker, Wissenschaftsjournalist, Fernsehmoderator und Autor.

## Leben
Volker Arzt studierte unter anderem in Stuttgart. Bekannt wurde Arzt in den 1970er Jahren unter anderem durch die ZDF-Reihe Querschnitt (1971–1989), die er bis 1983 als Co-Moderator von Hoimar von Ditfurth und ab 1984 allein moderierte.
Arzt war von 1984 bis 1990 Redaktionsleiter von GEO-Film. Seit 1990 arbeitet er als freier Autor, vor allem für das ZDF. Zusammen mit Immanuel Birmelin schrieb er Haben Tiere ein Bewusstsein? (1993).

## Ehrungen
Für seine Fernsehdokumentationen hat er zahlreiche nationale und internationale Auszeichnungen bekommen, darunter den Europäischen Umweltpreis, den kanadischen „Rocky“, den Japanpreis, den „Nautilus“ in Bronze, Silber und Gold sowie den Besten Wissenschaftsfilm beim Internationalen Naturfilmfestival GREEN SCREEN Eckernförde. 2009 erhielt Volker Arzt für sein filmisches Gesamtwerk den Görlitzer Meridian Naturfilmpreis. 2018 bekam er auf dem GREEN SCREEN Festival den Heinz Sielmann Filmpreis für Überraschungseier.

## Filmografie
Als Regisseur und Produzent
- 1990: Terra X – Inseln über dem Regenwald (Teil 1 und 2)
- 1993: Terra X – Auf den Spuren der Azteken

Als Regisseur und Autor
- 1999: Bei Regen erwachen die Monster (Kurzfilm, Regie)
- 2001: Grüne Lippen
- 2001: Logbuch der Schöpfung – Aufstieg im Galopp
- 2001: Logbuch der Schöpfung – Als Deutschland am Äquator lag
- 2001: Logbuch der Schöpfung – Vertreibung der Finsternis
- 2002: Logbuch der Schöpfung – Das Ungeheuer vom Rhein
- 2002: Logbuch der Schöpfung – Die Macht der Mütter
- 2003: Abenteuer Wildnis – Hund oder Katze – Wer ist klüger? (mit Immanuel Birmelin, ZDF/arte)
- 2003: Als wären sie nicht von dieser Welt – Der unmögliche Lebenswandel der Schleimpilze (mit Karl Heinz Baumann)
- 2003: Die Kraft des Wassers

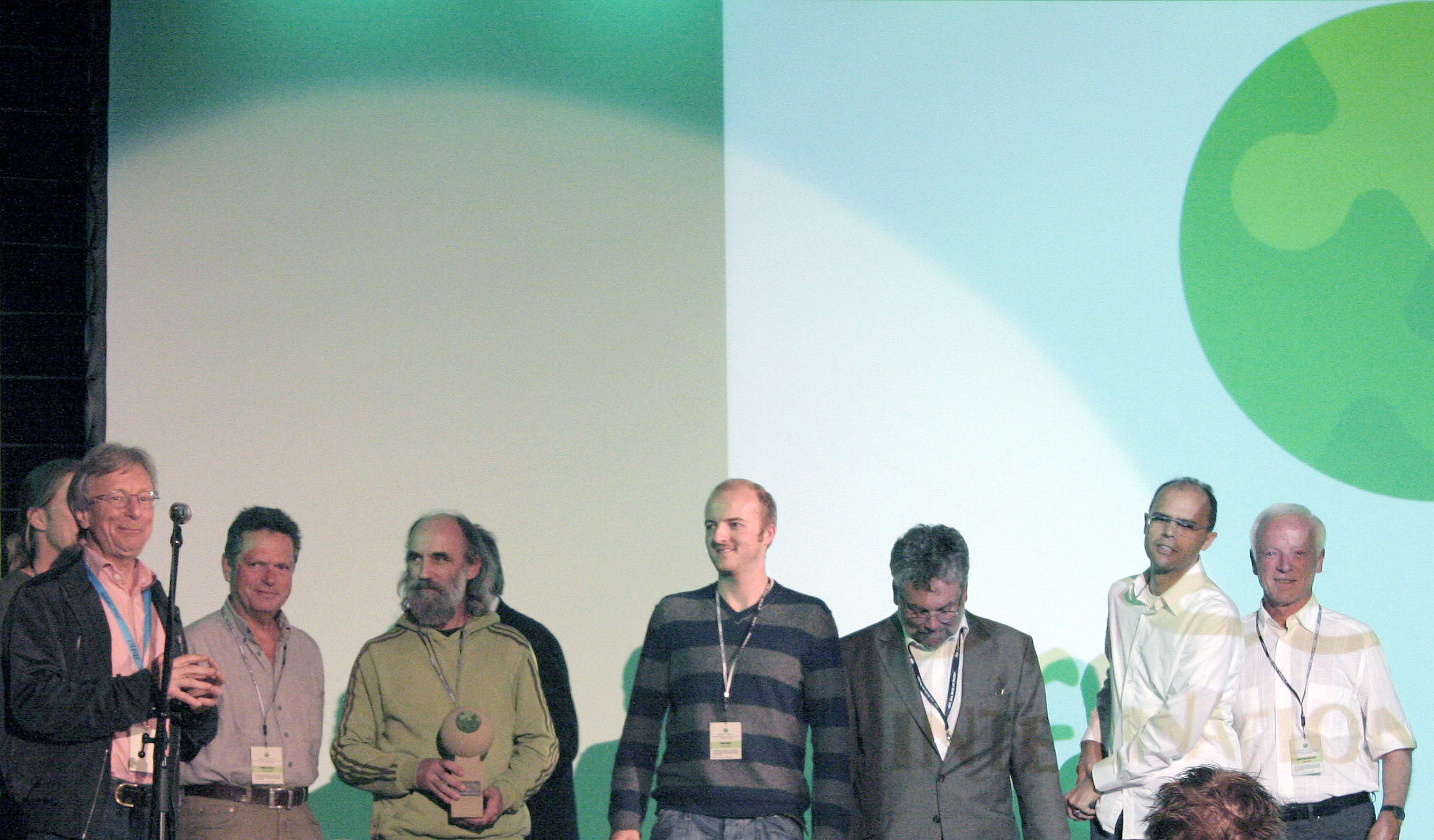
Volker Arzt mit Film-Crew bei der Verleihung des Preises „Bester Wissenschaftsfilm“ für Kluge Pflanzen 2 – Blattgeflüster beim Internationalen Naturfilmfestival „Green Screen“ 2009 in Eckernförde. Von links: Volker Arzt (Regie), Rudi Diesel (Highspeed-Kamera), Dieter Szöke (Zeitraffer, Zweiter Kameramann), Thomas Stelzer (Musik), Alexander Gress (Ton), Heinz von Matthey (Produzent).

- 2004: Die fantastische Reise mit dem Golfstrom
- 2004 Logbuch der Schöpfung – Gullivers neue Abenteuer
- 2005: Logbuch der Schöpfung – Die Weisheit mit Löffeln
- 2006: Kluge Vögel – Die Werkzeugmacher (mit Heinz von Matthey)
- 2006: Kluge Vögel – Die Kopfarbeiter (mit Heinz von Matthey)
- 2009: Kluge Pflanzen – Wie die wilden Tiere
- 2009: Kluge Pflanzen – Blattgeflüster
- 2013: Erlebnis Erde
- 2015: Heimliche Helden – Keas in Neuseeland
- 2017: Überraschungseier – Neues von Kuckuck und Co.
- 2017: Erfolgreich ohne abzuheben? – Wenn Vögel zu Fuß gehen
- 2019: Die Kleiderordnung der Tiere: Wer trägt was und warum?

Als Moderator und Drehbuchautor
- 1971–1989: Querschnitt / Querschnitte (ZDF)
- 1975–1980: Technik für Kinder (ZDF)
- 1984: Algarve (Drehbuch, Film von Peter Baudendistel)
- 1984: Die Azoren (Drehbuch, Film von Peter Baudendistel)
- 1989: Kochmos (ZDF, 10 Folgen)
- 1998: Wenn die Tiere reden könnten (auch Regisseur, ZDF/KI.KA)
- 2002: Die Welt in der Wanne (auch Regisseur, ZDF/KI.KA)
- 2004: Abenteuer unter Wasser (auch Regisseur, ZDF/KI.KA)
- 2005: Die wunderbare Welt der Pilze (Film von Karlheinz Baumann und Volker Arzt)[4]
- 2006: SMS aus der Urzeit (auch 2. Regisseur, ZDF/KI.KA)
- 2008: Das verkannte Genie (Drehbuch; Film von Karlheinz Baumann)

## Bibliografie (Auszug)
- Kumpel & Komplizen. Warum die Natur auf Partnerschaft setzt. 2019. ISBN 978-3-570-10338-8
- Kluge Pflanzen. 2009. ISBN 978-3-570-01026-6
- Als Deutschland am Äquator lag. 2004. ISBN 3-499-61952-0, (Ausgabe 2001: ISBN 3-87134-418-4).
- Haben Tiere ein Bewusstsein? 1993. ISBN 3-570-01341-3 (mit Immanuel Birmelin)
- Querschnitt: Dimensionen des Lebens. 1990. ISBN 3-550-08566-4 (mit Hoimar von Ditfurth)
- Kochmos V. Eier und Bakterien. 1989. ISBN 3-8025-5095-1
- Kochmos IV. Blasen und Infrarot. 1989. ISBN 3-8025-5094-3